# Inmigración guatemalteca en México
En la frontera sur de México, específicamente en el cruce fronterizo con Tecún Umán, Guatemala, se da el mayor tráfico de inmigrantes extranjeros de origen centroamericano, especialmente guatemaltecos. Muchos de ellos han logrado obtener la nacionalidad mexicana, como es el caso de los refugiados indígenas durante la guerra civil en los años 80; se establecieron entonces 40,000 refugiados provenientes de Quiché, Petén y Huehuetenango (y más tarde de otros departamentos guatemaltecos) en campamentos improvisados en Chiapas, Campeche, Tabasco y Quintana Roo.
Los guatemaltecos se concentran en ciudades alrededor de la frontera sur, como Tapachula, Ciudad Hidalgo, Comitán de Domínguez y Tenosique. Más al interior los hay residiendo en Acayucan, Tuxtla Gutiérrez, Villahermosa, Mérida, Cancún, Ciudad de México, Guadalajara, Monterrey, San Luis Potosí, Toluca, Veracruz y Puebla. Y, en la franja fronteriza en Tijuana, Mexicali, Ciudad Juárez, Nuevo Laredo, Reynosa y Matamoros.

## Historia
A finales del siglo XX el Gobierno mexicano creó varias colonias agrícolas: Kuchumatán (en Bacalar, Quintana Roo), Maya Balam (en Bacalar, Quintana Roo), Los Laureles (en Campeche, Campeche) y Santo Domingo Kesté (en Champotón, Campeche). De todas éstas, la única que se ha mantenido sólida hasta hoy es Kuchumatán, donde las lenguas indígenas prevalecen y las costumbres guatemaltecas; los colonos se dedican al cultivo de la piña y dos generaciones de ellos viven es esa comunidad, todos ellos nacidos en México y los padres con naturalización por parte del gobierno mexicano.

## Principales comunidades

### Chiapas

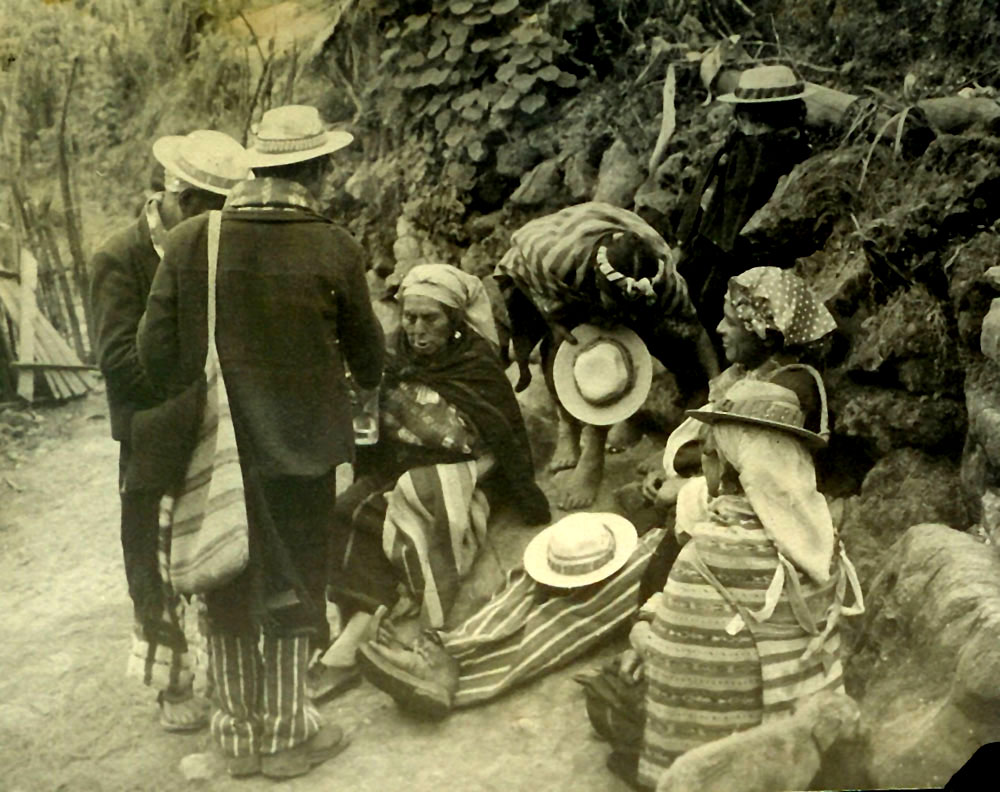
Miles de campesinos indígenas guatemaltecos emigraron a los campos y ranchos de Chiapas como jornaleros y agricultores durante la Guerra Civil Guatemalteca en 1978.

Durante la guerra civil de Guatemala, miles de indígenas de Guatemala cruzaron las fronteras hacia territorio mexicano como refugiados de guerra, fue Chiapas en donde se centraron los primeros campos agrícolas para que los guatemaltecos se establecieran con sus familiares durante el movimiento armado de su país.
Tapachula es la ciudad de México con mayor presencia de guatemaltecos en todo el país, muchos son residentes permanentes, pero hay un sector que trabaja en los campos de cultivo, fincas cafetaleras, servidoras domésticas y comerciantes. La cercanía con la República de Guatemala ha hecho de esta ciudad, una fuerte presencia cultural y económica.

### Oaxaca
En años recientes, el estado de Oaxaca se ha convertido en un receptor fuerte de inmigrantes guatemaltecos; las comunidades guatemaltecas van en aumento en varias ciudades del estado, tales como Tuxtepec, Oaxaca de Juárez, Salina Cruz y Huatulco. En la ciudad de Oaxaca de Juárez existe un consulado general de Guatemala y una asociación de comerciantes. Los guatemaltecos son una de las principales comunidades extranjeras de la entidad.

### Quintana Roo
En 1980 se fundaron en Quintana Roo las localidades de refugiados guatemaltecos, que fueron pequeñas comunidades de indígenas que se les entregó un solar o terreno para cultivos y crianza de animales, ellos fueron trasladados desde el estado de Chiapas hasta el territorio quintanarroense, donde se fundó las localidades de Kuchumatán y Maya Balam en el municipio de Bacalar.
En años recientes, el estado de Quintana Roo se ha convertido en un receptor fuerte de inmigrantes guatemaltecos; las comunidades guatemaltecas van en aumento en varias ciudades del estado, tales como Cancún, Chetumal, Playa del Carmen, Bacalar, Tulum y Emiliano Zapata. En la ciudad de Cancún existe un consulado general de Guatemala y una asociación de comerciantes y emigrantes guatemaltecos en Cancún. Los guatemaltecos son una de las principales comunidades extranjeras de la entidad, ampliamente hermanados con los quintanarroenses por la cultura maya.

## Relaciones diplomáticas de Guatemala con México
La embajada de Guatemala en México no solo se encarga de proteger a los ciudadanos guatemaltecos que residen en el país de manera temporal o definitiva; también, a través de varias organizaciones civiles se ha solidarizado con programas para luchar en contra de la pobreza y la protección de migrantes en su paso por el país rumbo a los Estados Unidos.
- Embajada de Guatemala en Ciudad de México
- Consulado-General en Tapachula, Chiapas.
- Consulado-General en Tenosique, Tabasco.
- Consulado-General en Tijuana, Baja California.
- Consulado-General en Veracruz, Veracruz.
- Consulado-General en Oaxaca de Juárez, Oaxaca.
- Consulado-General en Tuxtla Gutiérrez, Chiapas.
- Consulado honorario en Puebla de Zaragoza, Puebla.
- Consulado honorario en Toluca de Lerdo, México.
- Consulado en Ciudad Hidalgo, Chiapas.
- Consulado en Comitán, Chiapas.
- Agencia consular en Acayucán, Veracruz.
- Agencia consular en Arriaga, Chiapas.
- Agencia consular en Villahermosa, Tabasco.

## Flujos Migratorios
| 1895 | 14.004 |
| 1900 | 5.820  |
| 1910 | 21.334 |
| 1921 | 13.974 |
| 1930 | 17.023 |
| 1940 | 3.358  |
| 1950 | 4.613  |
| 1960 | 8.743  |
| 1970 | 6.969  |
| 1980 | 4.115  |
| 1990 | 46.005 |
| 2000 | 23.957 |
| 2010 | 35.322 |
| 2020 | 56,810 |
| 2022 | 69,515 |

Fuente: Estadísticas históricas de México 2009 y Censo de Población y Vivienda 2010

## Guatemaltecos residentes en México
- Jacobo Árbenz Guzmán, Expresidente, político y militar, fue exiliado en México.
- Arabella Árbenz Vilanova, Modelo y actriz, hija del expresidente Jacobo Árbenz Guzmán.
- Arqueles Vela, (1899-1977) Escritor, académico y periodista.
- Álvaro Morales, Comentarista deportivo.
- Luis Recasens, (1903-1977) Abogado, jurista y filósofo del derecho hispano-guatemalteco.
- Carlos Solórzano, (1919-2011) Escritor y dramaturgo.
- Carlos Mérida, (1891-1984) Pintor y escultor.
- Héctor Sandarti, (1968-presente) Actor, cantante, comediante y conductor.
- Jackeline Fabiola Rodas Valladares, (1992-presente) Cantante egresada de la Sexta Generación de La Academia.
- Paola Chuc, (1998-presente) Cantante egresada y ganadora de la Décima primera Generación de La Academia.
- Karla Baso, cantante.
- Otto-Raúl González, poeta y escritor.
- Otto Schumann Gálvez, lingüista.
- Rina Lazo, pintora.
- Pedro Julio Collado Vides, biomédico,fisicoquímico, investigador y catedrático.
- Ingrid Suckaer, periodista, escritora y crítica.
- Carlos Navarrete Cáceres, arqueólogo, antropólogo, historiador y escritor.

## Mexicanos con ascendencia guatemalteca
- Antonio de Jesús López, futbolista del Club América.
- Julio Solórzano Foppa, empresario y promotor de arte.
- María Ernestina Larráinzar Córdoba, escritora y maestra.